# Arraye-et-Han
Arraye-et-Han là một xã của tỉnh Meurthe-et-Moselle, thuộc vùng Grand Est, đông bắc nước Pháp. Xã này nằm ở khu vực có độ cao trung bình 191 mét trên mực nước biển.
Thị trấn có cự ly 27 km về phía bắc Nancy và 40 km về phía nam của Metz. Sông Seille chảy dọc theo phía tây thị trấn.